# Magunden
Magunden – obszar niemunicypalny w Kern County, w Kalifornii (Stany Zjednoczone), na wysokości 134 m.